# Container-Terminal Salzburg
Der Container-Terminal Salzburg ist eine Umschlagsanlage (Containerterminal) des kombinierten Ladungsverkehrs (KV, Schiene–Straße) in der Gemeinde Wals-Siezenheim. Es liegt beim Firmengelände des Holzverarbeiters Kaindl, an der Stadt-Salzburger Grenze nahe der Autobahn-Anschlussstelle Klessheim.

## Betrieb

### Verkehrseinbindung

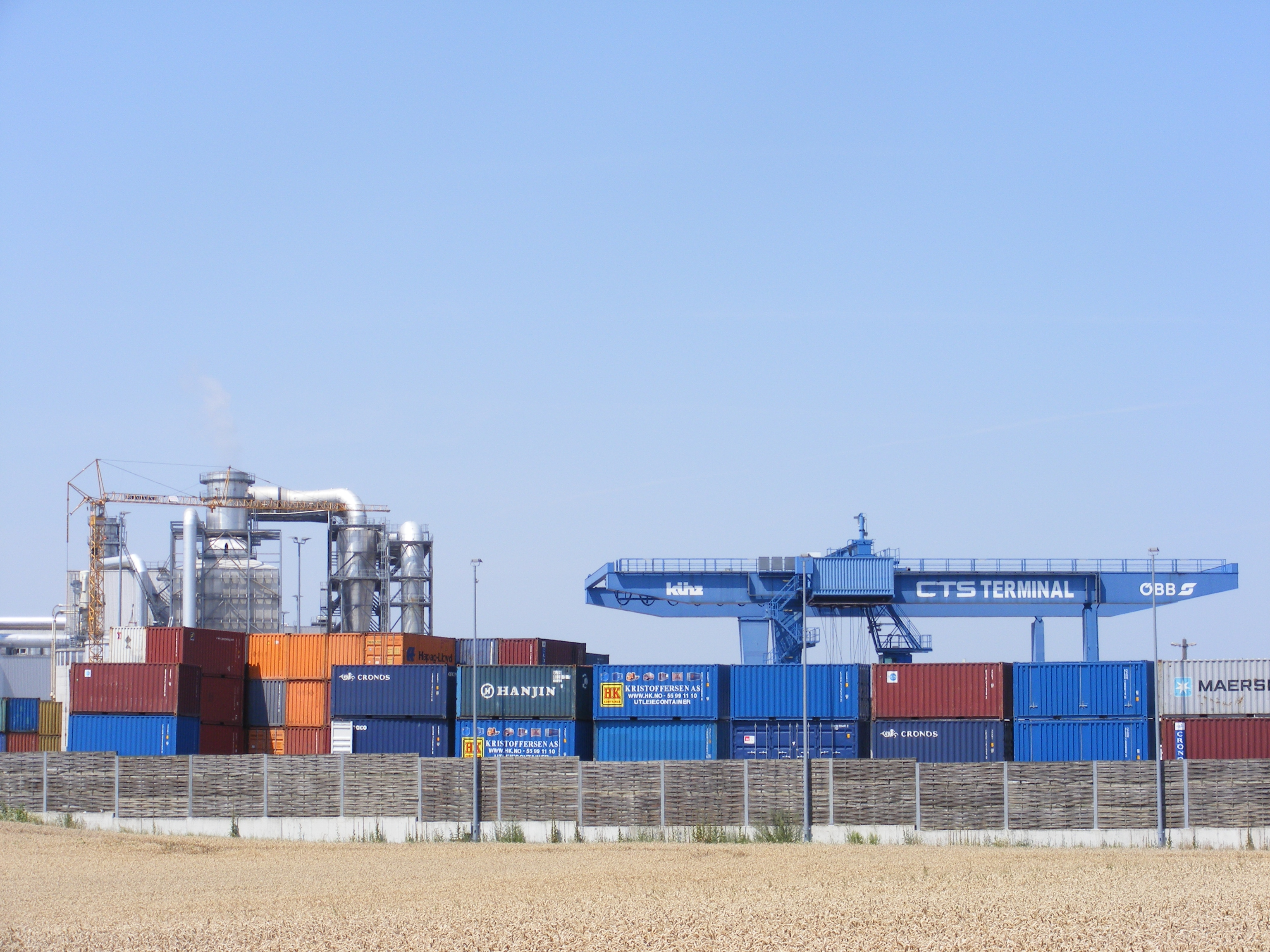
Blick auf das Terminal von Süden

Verkehrsgeografisch liegt der multimodale Terminal an der Hochgeschwindigkeits-Magistrale TEN 17 Paris–Bratislava. Es ist dem Salzburger Hauptbahnhof im Schienennetz vorgelagert und liegt nahe an der deutsch-österreichischen Grenze, ist damit für den grenzübergreifenden Transport in bester Lage, ohne die Kernstadt Salzburg selbst zu belasten.
Das Terminal bindet hauptsächlich die regionalen Nutzer kombinierter Ladungsverkehre im Salzburger und Berchtesgadener Raum an das europäische Schienennetz und die großen Seehäfen an. Es entlastet damit auch die Straßen vom Gütertransit über die Alpen (Rollende Landstraße) von Nordmitteleuropa in den Adriaraum, seit Triest zu einem der wichtigsten Umschlaghäfen für Österreich geworden ist.

### Besitzverhältnisse
Eigentümer des Terminals ist Kaindl, ein bei Salzburg ansässiges und weltweit operierendes Unternehmen der Holzindustrie.

### Ausstattung
Das Terminal Salzburg verfügt über eine deutsche und eine österreichische Bahnhofsnummer. Die Terminalflächen stehen aufgrund der bestehenden Zolllager-C-Genehmigung unter besonderer Aufsicht des Zollamtes Salzburg. Wesentliche KV-Akteure sind durch Einmietung direkt am KV-Standort vertreten: Rail Cargo Austria, ÖBB-Infrastruktur Betrieb, BMF-Zollamt Salzburg Filiale Liefering, Intrastat Rathmann, Roland Spedition und DB Schenker.
Standardbehälter (Container, Wechselbrücken, Sattelauflieger) werden mittels Flurfördergeräten (Gabelstapler) und Portalkranen auf Transportmittel des kombinierten Verkehrs (Bahn, LKW) umgeschlagen.
Das Terminal verfügt über eine Jahresumschlagkapazität von 300.000 Bewegungen. Die Fläche von mehr als 100.000 m² bietet Platz für 4.000 Twenty-foot-Equivalent-Units-(TEU)-Standardcontainer. Zwei Portalkrane mit einer Nutzlast von je 40 Tonnen stehen zur Verfügung. Für den Umschlag der Ladeeinheiten wurde 1982 der erste österreichische Portalkran in Betrieb genommen und aufgrund der steigenden Containervolumina 1998 um einen zweiten Kran ergänzt. Im Jahr 2003 wurde der ältere Kran zerlegt, nach Malaysia verschifft und durch einen Neubau ersetzt.
Die Kapazität des Terminals liegt bei einer Tagesleistung von bis zu 1000 Bewegungen. Über 6.000 Meter an Gleisinfrastruktur, im Eigentum des Terminals und der ÖBB Infrastruktur Betrieb, stehen dem Terminalbetreiber als direkt kranbares Gleis oder als Abstellgleis zur Verfügung. Die Länge der fünf kranbaren Gleise beträgt 530 Meter. Als Generalverschubsunternehmen ist die ÖBB Infrastruktur Betrieb mit bis zu drei Diesel-Triebfahrzeugen täglich für die Rangierleistungen des Terminals zuständig. Das jährliche Waggonaufkommen liegt bei über 175.000 Transporteinheiten, hauptsächlich gelangen deutsche und österreichische Containertragwagen der Gattung SGJS/SGNS/LGS (Flachwagen) zum Einsatz. Das Terminal ist in die Verkehrstelematik des Hauptbahnhofes Salzburg (Kopfbahnhof für die Zuführung von KV-Zügen) eingebunden. Weitere Abstellmöglichkeiten von Waggongruppen bestehen auf dem Bahnhof Freilassing, (Deutschland) und auf dem Verschiebebahnhof Salzburg-Gnigl.
Der Terminal Salzburg agiert hauptsächlich im Standverfahren: Einkommende Ladeeinheiten des KV werden meist direkt auf unter Kran bereitgestellte Wagengruppen disponiert. Neben dem Standverfahren wird in Salzburg auch die Schwungeinfahrt für Ganzzüge unter Kran durchgeführt. Eine alternative Betriebsart bietet der Ablaufberg. Ab Herbst 2013 verfügt der Terminal Salzburg über eine direkte Einfahrtsmöglichkeit über ferngesteuerte Weichenanbindung und Einbindung in die DB- und ÖBB-Stellwerksysteme.

## Geschichte
In den 1930er Jahren entstanden in Salzburg-Klessheim, zwischen dem Hauptbahnhof Freilassing und dem HBF Salzburg, eine umfangreiche Gleisanlage, ein Bahnhofgebäude und diverse Bunkeranlagen. Das Bahnhofsgebäude wurde während der NS-Zeit bis zum Jahr 1945 als repräsentativer Bahnhof für das Schloss Klessheim verwendet. Bis Ende der 1970er Jahre wurden die Flächen als Baumateriallager genutzt.
Anfang der 1980er Jahre gründete das österreichische Speditionsunternehmen Franz Welz GmbH auf einer Fläche der Österreichischen Bundesbahnen eine Umschlagsanlage des kombinierten Verkehrs. Durch Investitionen gelangten Gleisanlagen und Abstellflächen nach und nach in den Besitz der jeweiligen Terminalbetreiber. Welz wurde Ende der 1990er Jahre durch die M. Kaindl Holzindustrie übernommen. 2001 wurde als Betreiber des Terminals die
Container Terminal Salzburg GmbH gegründet.
In den Jahren 2005 bis 2008 wurden in den Ausbau des Terminals Salzburg ca. 8 Mio. € investiert. Im Wesentlichen wurden Gleisanlagen verlängert und zusätzliche Abstellplätze für Züge und Container geschaffen. Für den Umschlag von konventionellen Ladungen wurde ein Lagerkomplex errichtet.

## Wirtschaftliche Entwicklung
Anfang der 1980er Jahre wurden erste Überseeverkehre über den Terminal Salzburg in die USA, nach Asien, hauptsächlich jedoch nach Israel abgewickelt. Heute dominieren Verkehre nach Asien, USA und Nahost.
Die ursprünglich stark auf den Südhafen Triest konzentrierten Verkehrsvolumina verlagerten sich Anfang der 1990er Jahre aufgrund des Zusammenbruches der Reedereivereinigung MED-CLUB (Mitsui, NYK, Lloyd Triestino) verstärkt zu den europäischen Nordseehäfen Hamburg und Bremerhaven. Ende der 1990er Jahre entwickelte sich ein Westhafenverkehr Conliner, der Salzburg mit Rotterdam verbindet.
Neben Verbindungen zu den wichtigsten europäischen Seehäfen (Hamburg, Bremerhaven, Rotterdam, Triest, Koper) bestehen nationale Nachtsprungverbindungen mit österreichischen Terminals (Wien, Enns, Linz, Wels, Graz, Villach, Hall in Tirol, Wolfurt, Bludenz). Direkte internationale Verbindungen bestehen mit Terminals in Tschechien (Metrans/Intrans), der Slowakei und Ungarn (Budapest, Sopron). Zwischen Wien und Salzburg wurde 2008 ein täglich verkehrender Kontinentalzug etabliert.

### Bedeutung des Terminal Salzburg für die regionale Wirtschaft

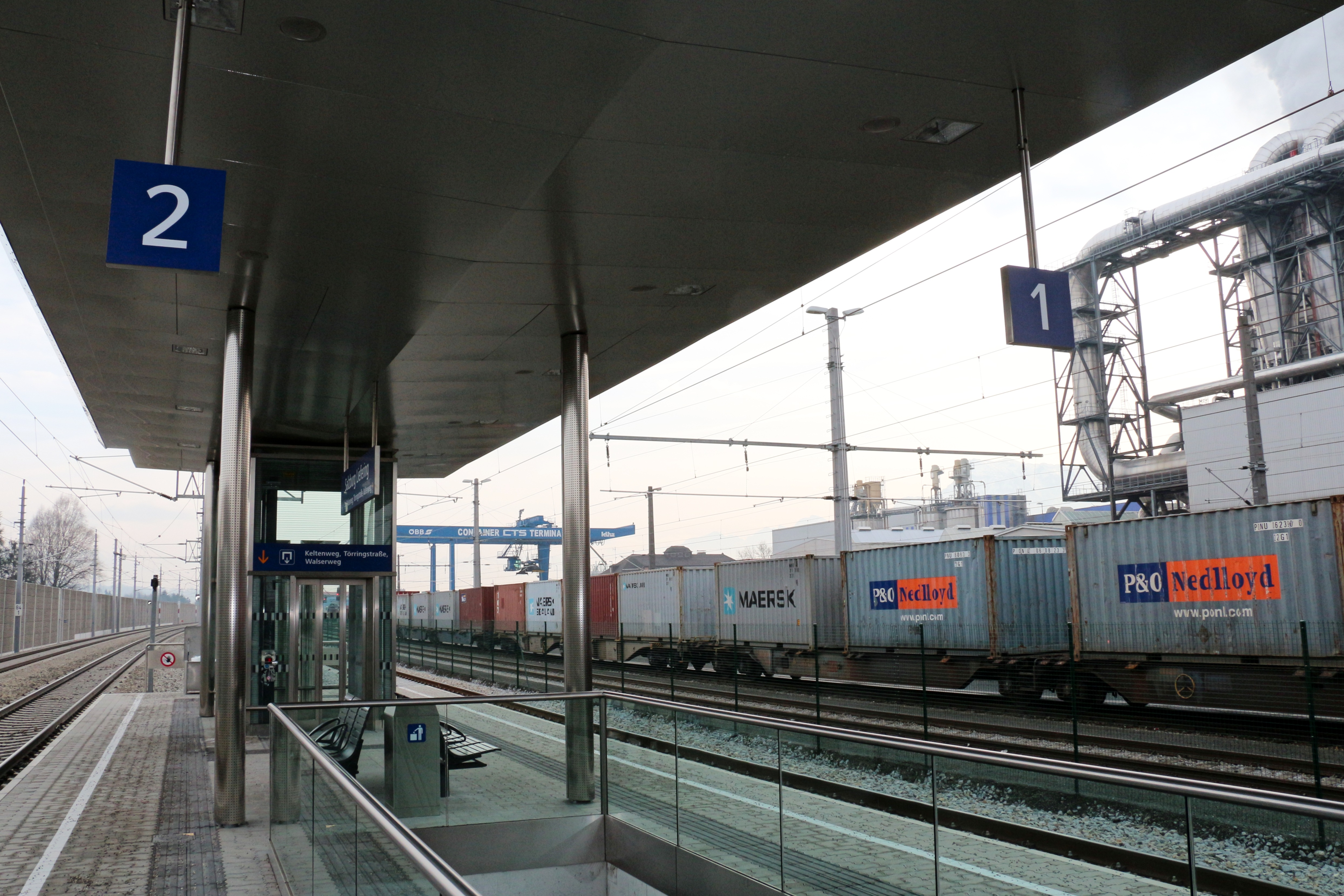
Blick auf das Terminal vom Bahnsteig der S-Bahn-Haltestelle Salzburg-Liefering

Die etablierten Ganzzugverbindungen zu den Seehäfen schaffen direkte Verkehrsverbindungen zu den wichtigsten europäischen Seehäfen. Nahezu alle wichtigen international tätigen Schifffahrtsunternehmen nutzen den Terminal Salzburg als Depot für die Abstellung von Leercontainern; dadurch ist die Verfügbarkeit von Containern für alle wichtigen Fahrtgebiete im internationalen Seeverkehr sichergestellt.
Das Einzugsgebiet des Terminals umfasst die Regionen Westösterreich (Salzburg, Tirol, Vorarlberg), Südösterreich (Steiermark, Kärnten, Osttirol), Oberösterreich und Bayern, über den Brennerpass auch Südtirol.
Bekannt sind die Tauernschleuse (eine Verladung für Pkw ist auch direkt in Böckstein im Gasteinertal möglich) und die Felbertauern-Schleuse, sowie Fahrten via Brennerpass. Ergänzt wird das Angebot durch Huckepackverkehre, wo Lastwagengespanne bzw. Sattelzüge mit Motorwagen in speziellen Flachwagen transportiert werden können. Den Fahrzeugführern stehen bei Übernacht-Transporten Schlaf- oder Liegewagen zur Verfügung, ansonsten Großraumwagen des Personenverkehrs. Dabei wird die Rollende Landstraße (RoLa/ÖKOMBI) zunehmend auch vom Frachtenbahnhof Salzburg in Schallmoos hierher transferiert.
Hier angesiedelt ist seit jüngerem auch die Frachten-Zollstelle (Zollamt Salzburg Zollstelle Liefering/Bahn).

### Wesentliche Akteure im kombinierten Ladungsverkehr über die Drehscheibe Salzburg
- Containeroperater: Spedition Roland Wien, Transfracht TFG Frankfurt, ICA Intercontainer Wien, IMS CARGO Austria Wien
- EVU: Salzburg AG, Rail Cargo Austria
- Speditionen: Agility, DHL, DB Schenker Rail, Kühne & Nagel, Lagermax, Logwin AG
- Reedereien: Hapag-Lloyd, Maersk, MSC, COSCO, CSCL, Yangming, Mitsui, NYK, Hamburg-Süd, CMA-CGM, ZIM
- Häfen: HHLA Hamburg / Eurogate Bremerhaven, Hafen Rotterdam, Hafen Triest, Hafen Koper